# Ioannis Okkas
Ioannis Okkas (Lárnaca, Chipre, 11 de febrero de 1977) es un exfutbolista chipriota. Jugaba de delantero y su último equipo fue el Ermis Aradippou, de la primera división de Chipre. 
Anotó 189 goles en toda su carrera.  
Desarrolló la mayor parte de su carrera en equipos chipriotas y griegos, jugando en equipos históricos del país heleno como el PAOK de Salónica,el AEK de Atenas o el Olympiakos.                                                                             Su primer y único club fuera de Chipre y Grecia fue el Celta de Vigo, que en ese momento (2007-08) militaba en la segunda división de España, estuvo sólo una temporada y anotó 6 goles en 24 partidos. 
En  Grecia anotó 70 goles en los diferentes equipos en los que jugó, 113 goles en Chipre, 6 en España y 27 con la selección chipriota.

## Selección nacional
Ha sido internacional con la Selección de fútbol de Chipre, ha jugado 106 partidos internacionales (siendo el jugador con más partidos) y ha anotado 27 goles (siendo el segundo máximo goleador histórico)

## Clubes
| Temporada | Club            | Categoría | País   | PJ | Goles | Asistencias |
| --------- | --------------- | --------- | ------ | -- | ----- | ----------- |
| 1993-1997 | Nea Salamina    | 1ª        | Chipre | 53 | 16    | -           |
| 1997-2000 | Anorthosis      | 1ª        | Chipre | 72 | 51    | -           |
| 2000-01   | PAOK Salónica   | 1ª        | Grecia | 40 | 8     | -           |
| 2001-02   | PAOK Salónica   | 1ª        | Grecia | 37 | 14    | -           |
| 2002-03   | PAOK Salónica   | 1ª        | Grecia | 43 | 16    | 6           |
| 2003-04   | AEK Atenas      | 1ª        | Grecia | 39 | 9     | 0           |
| 2004-05   | Olympiakos      | 1ª        | Grecia | 43 | 11    | 5           |
| 2005-06   | Olympiakos      | 1ª        | Grecia | 40 | 8     | 7           |
| 2006-07   | Olympiakos      | 1ª        | Grecia | 31 | 4     | 2           |
| 2007-08   | RC CELTA        | 2ª        | España | 24 | 6     | 0           |
| 2008-09   | Omonia Nicosia  | 1ª        | Chipre | 23 | 9     | 1           |
| 2009-10   | Anorthosis      | 1ª        | Chipre | 28 | 8     | 0           |
| 2010-11   | Anorthosis      | 1ª        | Chipre | 33 | 10    | 1           |
| 2011-12   | Anorthosis      | 1ª        | Chipre | 35 | 6     | 4           |
| 2012-13   | Anorthosis      | 1ª        | Chipre | 32 | 9     | 6           |
| 2013-14   | Anorthosis      | 1ª        | Chipre | 26 | 2     | 0           |
| 2013-14   | Ermis Aradippou | 1ª        | Chipre | 14 | 2     | -           |

- Datos: Q462888
- Multimedia: Ioannis Okkas / Q462888